# An Ayler Xmas Vol. 4: Chicago Vs. N.Y.C.
An Ayler Xmas Vol. 4: Chicago Vs. N.Y.C. ist ein Jazzalbum von Mars Williams. Die wohl um 2019 entstandenen Aufnahmen erschienen 2020 auf Soul What Records, in Kooperation mit Astral Spirits.

## Hintergrund
Als das Album erschien, hatte der 2023 verstorbene Saxophonist Mars Williams seit mehr als einem Jahrzehnt Weihnachtslieder in Verbindung mit der Musik Albert Aylers interpretiert. Hervorgegangen ist dies aus seiner RepertoirebandWitches & Devils (Album Empty Bottle Chicago), deren Mitglieder Fred Lonberg-Holm, Jim Baker, Ken Vandermark, Kent Kessler und Steve Hunt waren. In der vierten Folge seiner Reihe Mars Williams Presents an Ayler Xmas spielte Mars Williams in Form von Medleys Ayler-Stücke und traditionelle Weihnachtslieder sowohl mit seinem Chicagoer Septett (mit drei Gästen) als auch mit einem New Yorker Sextett, zu dem Nels Cline und Steve Swell gehörten.
Vorangegangen waren die Alben Mars Williams Presents: An Ayler Xmas (2017), An Ayler Xmas Volume 2 und An Ayler Xmas Volume 3: Live in Krakow (2019, mit Klaus Kugel, Knox Chandler, Mark Tokar und Jaimie Branch).

## Titelliste
- Mars Williams: An Ayler Xmas Vol. 4: Chicago Vs. N.Y.C. (Soul What Records SW008, Astral Spirits AS154)[1]

Disc 1Chicago
1. The Hanukkah-Xmas March of Truth for 12 Days of Jingling Bells with Spirits in Chicago
2. The Heavenly Home Bashing of the Bells
3. Noel Omega – Change Has Come for the Three Kings Who Lit the Tiny Candles in Chicago
4. Did You Hear They Found Light in Darkness Looking for Chestnuts?

Disc 2New York City
1. The Hanukkah-Xmas March of Truth for 12 Days of Jingling Bells with Spirits in NYC
2. Noel Omega – Change Has Come for the Three Kings Who Lit the Tiny Candles in NYC

## Rezeption

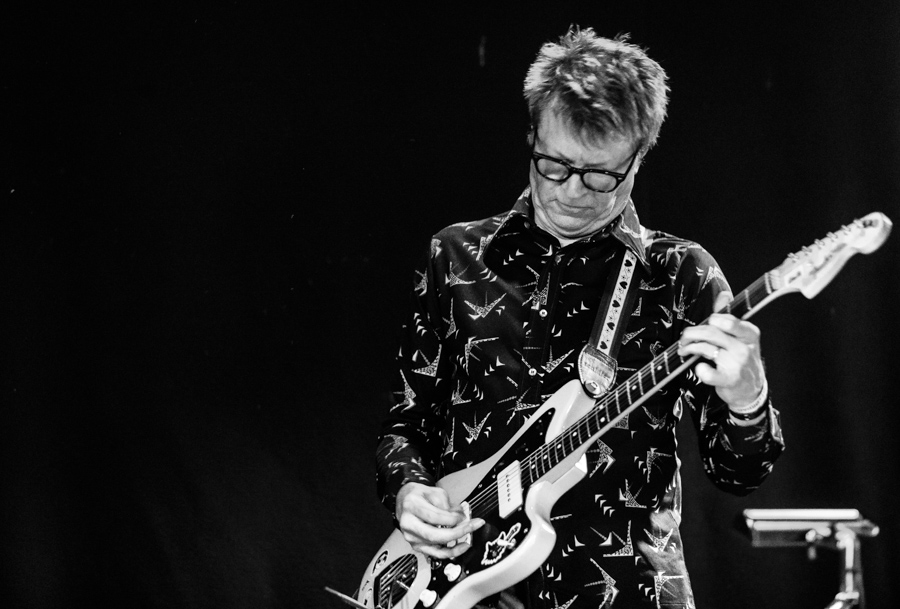
Der Gitarrist Nels Cline, Mitwirkender der New Yorker Band, beim Kongsberg Jazzfestival 2019

Nach Ansicht von Mark Corroto, der das Album in All About Jazz rezensierte, mache Williams großartige Weihnachtsmusik, Er tue dies, indem er das Saccharin gegen das Erhabene austausche. Sein sich stets wandelndes Ayler-Konzept würde sich hier mit verschiedenen Bands realisieren, eine in Chicago und eine andere in New York City. Die beiden Bands hätten zwar die gleiche Musik gecovert, aber dies sei nicht wirklich dasselbe, denn Williams lasse zu, was noch besser ist, dass jede Aufführung die Form annimmt, die seine Mitmusiker wählten. Ein Künstler könne von Aylers „Spirits“ zur traditionellen Weihnachtskomposition „Carol of the Bells“ wechseln, wie sie es in Chicago taten oder mit „Jingle Bells“ in New York. Die Musik sei weniger ein Mash-up als vielmehr die Erkenntnis, dass Albert Aylers Verwendung von Nationalhymnen und Märschen von Militärkapellen zusammen mit seinen hymnischen Kreationen Teil eines universellen Klangs waren.